# 桑托斯博士站
桑托斯博士站位在馬尼拉大都會帕拉尼亞克，屬於馬尼拉輕軌1號線的車站，於2024年11月16日正式啟用。該車站處於桑托斯博士大道與甲米地–C-5公路連接道交會處旁。隨著1號線南延計劃第一期順利通車，桑托斯博士站成為1號線的南端終點站。

## 周邊設施
周遭擁有SM城市蘇卡特館（SM City Sucat）、聖德尼行政中心（San Dionisio Barangay Hall）、帕拉尼亞克消防總局、帕拉尼亞克警察局等設施。

## 車站結構
| 2樓  | 側式月台，車門由右側開啟 | 側式月台，車門由右側開啟                               |
| 2樓  | A月台                    | ← 1號線 小費爾南多·波因方向                            |
| 2樓  | B月台                    | → 1號線 尼奧方向 → (未來建設)                          |
| 2樓  | 側式月台，車門由右側開啟 |                                                        |
| 1樓  | 車站大廳                 | 驗票閘門、售票亭、車站控制、樓梯、電梯、化妝室及哺乳室 |
| 地面 | 街區                     | 通往車站的道路                                         |